# دوتلوک (تاش‌اوا)
دوتلوک (به لاتین: Dutluk) یک منطقهٔ مسکونی در ترکیه است که در تاشوا واقع شده‌است.